# Lichte
Lichte is een plaats en voormalige gemeente in de Duitse deelstaat Thüringen, en maakt deel uit van de Landkreis Saalfeld-Rudolstadt. De plaats telde 1.526 inwoners op 31 december 2017.

## Geschiedenis
De gemeente maakte deel uit van de Verwaltungsgemeinschaft Lichtetal am Rennsteig tot deze op 1 januari 2019 werd opgeheven en Lichte werd opgenomen in de gemeente Neuhaus am Rennweg. Door deze overgan werd de plaats ook overgeheveld van de Landkreis Saalfeld-Rudolstadt naar de Landkreis Sonneberg.

## Verkeer en vervoer
- Station Lichte (Thüringen) Ost